# フットボール批評
フットボール批評（フットボールひひょう）は、かつて株式会社カンゼンが発行していたサッカー専門誌。2023年3月6日発売の第39号を以って休刊となった。

## 概要
2004年から2014年の7月まで「サッカー批評」（双葉社発行）を制作していた「カンゼン編集部」が制作していたが、2014年7月発売号（issue69）を以ってリニューアルする事になり、双葉社はそれまでカンゼンに外注していた制作を自社で行うことになった。それに伴い、カンゼンは自社で発行している『フットボールサミット』とは別に、フットボール批評を刊行する事にした。
「サッカー批評」のリニューアルに伴い、執筆陣・編集陣のほとんどがフットボール批評に移籍したため、方向性はカンゼンが編集していた2014年7月発売号（issue69）までの「サッカー批評」を踏襲している。主な執筆者には西部謙司、木村元彦、宇都宮徹壱、海江田哲朗、木崎伸也、綱本将也、宮崎隆司、小澤一郎などがいる。

## 特集
- issue01 - アギーレを殺すのは誰か？ 2014年9月4日（創刊号）
- issue31 - 究極の2021Jリーグアナリティクス 2021年3月8日
- issue32 - 禁断の「脱J2魔境マニュアル」 2021年6月6日
- issue33 - 現代フォーメーションの基礎知識 2021年9月6日
- issue34 - 教養としての現代サッカー 2021年12月6日
- issue39 - 眠れないほど罪深い「PK戦」の話 2023年3月6日（最終号）

## 連載
- 風間八宏のフットボール創造記（issue01 - 39、木崎伸也）
- サッカー星人(issue01 - 39、小田嶋隆)
- ゴール裏センチメンタル合唱団（issue01 - 39、綱本将也）
- Hard after Hard（issue01 - 39、大泉実成）
- Football／ORIGINAL SOUNDTRACK（issue01 - 39、東本貢司）
- 岡野俊一郎 最後の審判（issue01 - 39、藤江直人）